# سیارک ۷۷۹۹
سیارک ۷۷۹۹ (به انگلیسی: 7799 Martinsolc، نامگذاری:1996DW1) هفت هزار و هفتصد و نود و نهمین سیارک کشف شده‌است که در ۲۴ فوریه ۱۹۹۶ کشف شد.
قدر مطلق سیارک برابر ۱۴٫۱۰ است.